# Абдулладжан, або Стівену Спілбергу присвячується
«Абдулладжан, або Стівену Спілбергу присвячується» — радянська фантастична комедія 1991 року, режисера Зульфікара Мусакова, про пригоду прибульця в узбецькому кишлаку. Фільм виробництва кіностудії «Ватан». У фільмі присутні відсилання до творчості Стівена Спілберга («Інопланетянин»).

## Сюжет
В колгоспі «Комунізм» терпить аварію інопланетний корабель, на борту якого перебував прибулець-хлопчик. Базарбай Нарматов, передовик колгоспу, випадково знаходить пораненого й ослабленого інопланетянина і по доброті душевній вирішує йому допомогти, привівши його додому. І нарікає його ім'ям — Абдулладжан. В колгоспі про інопланетне походження хлопчика Базарбай не сказав і всі його прийняли за позашлюбного сина.
Абдулладжан став допомагати в розв'язанні колгоспних проблем. Наприклад, місцевий телемайстер Холмурза Ташмазаєв став виробляти високоякісну відеотехніку під торговою маркою Холмурза і продавати її за сміховинними цінами — 3 $ за кілограм, чим ледь не викликав банкрутство японських виробників відеотехніки. Корови стали збільшувати поголів'я за лічені години. Овочі та фрукти стали зростати до величезних розмірів — кавуни на баштані були розміром з будинок. А кетмені стали літати, що викликало непідробну радість селян, оскільки дістатися в місто або на базар перестало бути проблемою.
Однак голова колгоспу, який на початку фільму вбив осу з жорстоким задоволенням, що характеризує його як людину недобру, літати на кетмені не може. Абдулладжан категорично відмовляється зробити це. Голова, в черговий раз намагаючись злетіти на кетмені, забирає його у дехканина і підіймається на водонапірну вежу. Але польоту не виходить і голова з переломами потрапляє в лікарню. Базарбай обурюється небажанню Абдулладжана зробити летючим кетмень голови, вважаючи, ніби голова від засмучення скинувся з вежі, і в запалі гніву проганяє названого сина.
Тим часом військові за дивними подіями в колгоспі здогадуються, що саме там трапилася аварія НЛО. Гелікоптери кружляють над районом. Тоді дружина Базарбая, названа мати героя фільму, віддає двигун міжзоряного корабля Абдулладжану. Цю частину апарата знайшов Базарбай, однак вирішив заховати її, аби син не полетів від нього. Корабель доправляє Абдулладжана назад на його планету до тих пір, поки все не вляжеться.

## Знімальна група
- Виробництва кіностудії «Ватан» (Узбекистан), 1991 рік.
- Режисер — Зульфікар Мусаков
- Сценарій — Зульфікар Мусаков, Рихсівой Мухамеджанов
- Оператор — Талгат Мансуров
- Композитори — Мірхаліл Махмудов

## У ролях
- Раджаб Адашев[ru] — Базарбай
- Шухрат Каюмов — Абдулладжан
- Туйчи Аріпов — голова (Раїс-ота)
- Туті Юсупова — Холіда, дружина Базарбая
- Володимир Меньшов — В. І. Нахлобучко, генерал
- Джавлон Хамраєв[ru] — Юлдаш
- Володимир Цвєтов

В інших ролях: Мирхосіл Аріпов, Ходжиакбар Нурматов, Аброр Турсунов, Закірджан Мумінов та ін.